# Хор (сезон 4)
«Хор» (англ. Glee) — американский телевизионный сериал, выходящий на канале FOX с 19 мая 2009 года, и рассказывающий о хоре «Новые горизонты» вымышленной школы имени Уильяма МакКинли в городе Лайма, штат Огайо. Четвёртый сезон включает 22 серии, вышедшие в США с 13 сентября 2012 по 9 мая 2013 года.

## Актёры
| Основной состав Даррен Крисс — Блейн Андерсон (22 серии) Кевин Макхейл — Арти Абрамс (22) Корд Оверстрит — Сэм Эванс (22) Дженна Ашковиц — Тина Коэн-Чанг (22) Лиа Мишель — Рейчел Берри (19) Крис Колфер — Курт Хаммел (19) Хизер Моррис — Бриттани С.Пирс (19) Мэттью Моррисон — Уилл Шустер (17) Джейн Линч — Сью Сильвестр (16) Кори Монтейт — Финн Хадсон (15) Ная Ривера — Сантана Лопез (13) Эмбер Райли — Мерседес Джонс (8) Марк Саллинг — Ноа Пакерман (8) Гарри Шам-мл. — Майк Чанг (8) | Второстепенные персонажи и приглашенные звезды Мелисса Бенойст — Марли Роуз (22 серии) Джейкоб Артист — Джейк Пакерман (22) Бекка Тобин — Китти Уайлд (20) Блейк Дженнер — Райдер Линн (18) Алекс Ньюэлл — Уэйд «Юник» Адамс (18) Дин Гейер — Броди Уэстон (14) Сэмюэл Ларсен — Джо Харт (13) Лорен Поттер — Бекки Джексон (11) Джейма Мейс — Эмма Пиллсбери (10) Ванесса Ленгиз — Шугар Мотта (9) Икбал Теба — директор Фиггинс (7) Триша Рэй Стал — Милли Роуз (7) Дот Джонс — Шеннон Бист (6) Кейт Хадсон — Кассандра Джулай (5) Нолан Джерард Фанк — Хантер Кларингтон (4) Дианна Эйгрон — Куинн Фабре (3) Сара Джессика Паркер — Изабель Райт (3) Майк О’Мэлли — Берт Хаммел (3) Нини Ликс — Роз Вашингтон (3) Оливер Киран-Джонс — Адам Кроуфорд (3) Вупи Голдберг — Кармен Тибидо (2) Джош Сассмэн — Джейкоб Бен Израэль (2) Грант Гастин — Себастьян Смайт (2) Джессика Санчес — Фрида Ромеро (2) Джинни Гарднер — Марисса (2) Джессалин Гилсиг — Тэрри Шустер (1) Дэмиан Макгинти — Рори Флэнаган (1) Идина Мензел — Шелби Коркоран (1) Кэти Сагал — Нэнси Абрамс (1) Эшли Финк — Лорен Зайзис (1) Роми Роузмонт — Кэрол Хадсон-Хаммел (1) |

## Эпизоды
| № | Премьера         | Оригинальное название          | Русское название                | Сценарист                   | Режиссёр              |
| --- | ---------------- | ------------------------------ | ------------------------------- | --------------------------- | --------------------- |
| 67 (4.01) | 13 сентября 2012 | The New Rachel                 | Новая Рэйчел                    | Райан Мёрфи                 | Брэд Фэлчак           |
| Рэйчел начинает учёбу в Нью-Йоркской академии драматических искусств, где знакомится с преподавателем танцев Кассандрой Джулай и студентом-старшекурсником Броди Уэстоном. К «Новым горизонтам» присоединяются Юник из «Вокального адреналина» и новая ученица Марли. Джейк, сводный брат Ноа Пакермана, переходит в школу Маккинли.                                                                |                  |                                |                                 |                             |                       |
| 68 (4.02) | 20 сентября 2012 | Britney 2.0                    | Бритни 2.0                      | Брэд Фэлчак                 | Альфонсо Гомес-Реджон |
| Чтобы подбодрить впавшую в депрессию Бриттани, Уилл решает снова устроить неделю песен Бритни Спирс. Рэйчел и Курт вместе снимают квартиру в Нью-Йорке. Ноа впервые встречается с Джейком и советует ему присоединиться к хору. |                  |                                |                                 |                             |                       |
| 69 (4.03) | 27 сентября 2012 | Makeover                       | Преображение                    | Йен Бреннан                 | Эрик Штольц           |
| Бриттани и Арти борются за должности президента и вице-президента школьного совета против Блэйна и Сэма. Курт становится интерном в «Vogue». Рэйчел приглашает Броди на ужин. |                  |                                |                                 |                             |                       |
| 70 (4.04) | 4 октября 2012   | The Break-Up                   | Разрыв                          | Райан Мёрфи                 | Альфонсо Гомес-Реджон |
| Отношения сразу нескольких пар проходят проверку на прочность. Финн узнаёт, что Рэйчел целовалась с Броди. Блэйн признаётся Курту, что у него была связь с другим парнем. Сантана сомневается, что они с Бриттани смогут сохранить чувства на расстоянии. Уилл планирует на полгода уехать в Вашингтон, но Эмма не готова сделать то же самое. Марли не понимает, почему Джейк встречается с Китти. |                  |                                |                                 |                             |                       |
| 71 (4.05) | 8 ноября 2012    | The Role You Were Born to Play | Роль, для которой ты был рождён | Майкл Хитчкок               | Брэд Фэлчак           |
| Школа готовится к постановке мюзикла «Бриолин». Арти просит Финна, Майка и Мерседес помочь ему с подбором актёров. Сью против появления на сцене Юник в женской роли. По совету Финна новичок Райдер тоже участвует в прослушивании. |                  |                                |                                 |                             |                       |
| 72 (4.06) | 15 ноября 2012   | Glease                         | Глиолин                         | Роберто Агирре-Сакаса       | Майкл Аппендал        |
| Шустер сообщает ребятам, что Финн на несколько месяцев заменит его в качестве руководителя хора. Китти подпитывает неуверенность Марли по поводу её веса. Курт и Рэйчел приезжают в Лайму на премьеру «Бриолина». |                  |                                |                                 |                             |                       |
| 73 (4.07) | 22 ноября 2012   | Dynamic Duets                  | Динамические дуэты              | Йен Бреннан                 | Йен Бреннан           |
| Финн пытается сплотить хор для подготовки к предстоящим соревнованиям. Хантер, новый лидер «Соловьёв», намерен вернуть Блэйна в академию Далтон. Джейку и Райдеру, соперничающим за внимание Марли, приходится признаться в своих тайных страхах. Кажется, что решить все эти проблемы под силу только настоящим супергероям.                                                                       |                  |                                |                                 |                             |                       |
| 74 (4.08) | 29 ноября 2012   | Thanksgiving                   | День благодарения               | Рассел Френд Гарретт Лернер | Брэдли Бакер          |
| Куинн, Сантана, Мерседес, Майк и Пак возвращаются в Лайму, чтобы отметить День благодарения и помочь новичкам хора в подготовке к отборочным. Курт и Рэйчел устраивают вечеринку, на которую приглашают Изабель и Броди. Пытаясь похудеть, Марли доводит себя до болезненного состояния. |                  |                                |                                 |                             |                       |
| 75 (4.09) | 6 декабря 2012   | Swan Song                      | Лебединая песня                 | Стейси Трауб                | Брэд Фэлчак           |
| «Новые горизонты» выбывают из соревнований, лишаются помещения для репетиций и оказываются на грани распада. Ежегодный зимний концерт академии драматических искусств становится поворотным моментом не только для Рэйчел, но и для Курта. Сэм и Бриттани начинают встречаться. |                  |                                |                                 |                             |                       |
| 76 (4.10) | 13 декабря 2012  | Glee, Actually                 | Реальный хор                    | Мэттью Ходжсон              | Адам Шенкман          |
| Берт приезжает в Нью-Йорк, чтобы провести рождество с сыном. Арти видит сон о том, какой была бы его жизнь без инвалидной коляски. Ноа и Джейк едут в Лос-Анджелес. Бриттани и Сэм решают пожениться до наступления конца света. Сью устраивает праздник для семьи Роуз. |                  |                                |                                 |                             |                       |
| 77 (4.11) | 24 января 2013   | Sadie Hawkins                  | Сэди Хоукинс                    | Росс Максвелл               | Брэдли Бакер          |
| Тина организует вечер танцев, на который девушки могли бы пригласить парней. Курт подумывает присоединиться к хору «Адамовы яблоки». Рэйчел предлагает Броди переехать к ней. Сэм и Блэйн подозревают, что «Соловьи» добились победы на отборочных нечестным путём. |                  |                                |                                 |                             |                       |
| 78 (4.12) | 31 января 2013   | Naked                          | Обнажённые                      | Райан Мёрфи                 | Йен Бреннан           |
| После уличения «Соловьёв» в использовании допинга «Новые горизонты» могут продолжить участие в соревнованиях. Чтобы собрать деньги на очередную поездку, парни фотографируются для откровенного календаря. Рэйчел снимается в фильме, в одной из сцен которого ей нужно обнажиться. Из-за провала на экзамене Сэм теряет уверенность в себе. Марли и Джейк признаются друг другу в любви.           |                  |                                |                                 |                             |                       |
| 79 (4.13) | 7 февраля 2013   | Diva                           | Дива                            | Брэд Фэлчак                 | Пэрис Барклай         |
| Эмма помогает Финну с хором, а он ей — с подготовкой к свадьбе. Курт пытается отрезвить Рэйчел, поведение которой стало невыносимым. Тине всё сложнее подавлять свои чувства к Блэйну. Сантана недовольна отношениями Бриттани и Сэма. |                  |                                |                                 |                             |                       |
| 80 (4.14) | 14 февраля 2013  | I Do                           | Да                              | Йен Бреннан                 | Брэд Фэлчак           |
| Уилл и Эмма планируют пожениться в День святого Валентина. Райдер помогает Джейку с подарками для Марли. Свадебная вечеринка даёт хористам возможность ненадолго забыть об одиночестве в компании старых или новых друзей. |                  |                                |                                 |                             |                       |
| 81 (4.15) | 7 марта 2013     | Girls (and Boys) On Film       | Девочки (и мальчики) в кино     | Майкл Хитчкок               | Йен Бреннан           |
| «Новые горизонты» исполняют песни из любимых фильмов. Уилл пытается найти Эмму, сбежавшую со свадьбы. Сантана подозревает, что Броди — наркодилер. Марли признаётся Джейку, что целовалась с Райдером. Рэйчел думает, что беременна. |                  |                                |                                 |                             |                       |
| 82 (4.16) | 14 марта 2013    | Feud                           | Вражда                          | Роберто Агирре-Сакаса       | Брэдли Бакер          |
| Узнав, что Финн поцеловал Эмму, Уилл начинает враждовать с ним. Райдер ссорится с Юник из-за непонимания её гендерной идентичности, но советы друга по переписке помогают ему исправить ситуацию. Сью шантажирует Блэйна, заставляя его присоединиться к группе поддержки. Сантана пытается вывести на чистую воду Броди, который является тайным жиголо.                                           |                  |                                |                                 |                             |                       |
| 83 (4.17) | 21 марта 2013    | Guilty Pleasures               | Тайные слабости                 | Рассел Френд Гарретт Лернер | Эрик Штольц           |
| Члены хора признаются в своих секретных музыкальных пристрастиях. Сэм догадывается, что Блэйн испытывает чувства к нему. Рэйчел и Броди расстаются. |                  |                                |                                 |                             |                       |
| 84 (4.18) | 11 апреля 2013   | Shooting Star                  | Под звёздным огнём              | Мэттью Ходжсон              | Брэдли Бакер          |
| Бриттани уверена, что всем грозит скорая гибель из-за приближающегося астероида. Бист устраивает романтический ужин для Шустера. Райдер пытается выяснить личность девушки, с которой общается в интернете. В разгар учебного дня в школе раздаются выстрелы. |                  |                                |                                 |                             |                       |
| 85 (4.19) | 18 апреля 2013   | Sweet Dreams                   | Сладкие мечты                   | Росс Максвелл               | Элоди Кин             |
| Марли предлагает свои песни для исполнения на Региональных. Финн неожиданно встречает в колледже Пака. Шелби помогает Рэйчел подготовиться к прослушиванию для мюзикла «Смешная девчонка». Роз Вашингтон заменяет ушедшую из школы Сью Сильвестр. |                  |                                |                                 |                             |                       |
| 86 (4.20) | 25 апреля 2013   | Lights Out                     | Когда погаснет свет             | Райан Мёрфи                 | Пэрис Барклай         |
| Из-за проблем с электропроводкой школа Маккинли на время погружается во тьму. Райдер рассказывает друзьям, что в детстве сталкивался с сексуальным домогательством. Сью работает инструктором по аэробике. Изабель приглашает Курта, Рэйчел и Сантану стать волонтёрами на благотворительном вечере.                                                                                                |                  |                                |                                 |                             |                       |
| 87 (4.21) | 2 мая 2013       | Wonder-ful                     | Удивительный Уандер             | Брэд Фэлчак                 | Венди Станцлер        |
| «Новые горизонты» исполняют песни Стиви Уандера. Арти поступает в кинематографическую школу, но боится огорчить мать своим переездом в Нью-Йорк. Мерседес готовится к выпуску сольного альбома. Курт приезжает поддержать отца, ожидающего результатов анализов. Кассандра назначает экзамен Рэйчел на день прослушивания.                                                                          |                  |                                |                                 |                             |                       |
| 88 (4.22) | 9 мая 2013       | All or Nothing                 | Всё или ничего                  | Йен Бреннан                 | Брэдли Бакер          |
| Региональные проходят в школе Маккинли. Бриттани приглашают в Массачусетский технологический институт. Рэйчел продолжает борьбу за роль Фанни Брайс. Юник признаётся, что это она писала Райдеру. Блэйн выбирает кольцо для Курта и знакомится с пожилой лесбийской парой. Новые направления побеждают на региональных. Уилл и Эмма женятся.                                                        |                  |                                |                                 |                             |                       |